# Louis de Potter

Louis Joseph Antoine de Potter (26. april 1786, Brugge – 22. juli 1859, Brugge) var en belgisk politiker og skribent.

## Levned
Han stammede fra en meget rig adelsfamilie, hans far var écuyer (væbner) Clément De Potter de Droogenwalle, som søgte asyl i Tyskland efter den anden franske invasion af de Østrigske Nederlande i 1794 og blev der indtil konsulatet blev etableret i Frankrig i 1799. Dette betød, at Louis skolegang i Brugge ikke var afsluttet, og han fortsatte den derfor mens familien var i udlandet. Han ville lære latin, oldgræsk og moderne sprog. Han tilbragte 12 år i Rom fra 1811 til 1821 og i Firenze fra 1821 til 1823 for at studere den romersk katolske kirkes historie, selv om han betragtede den med de fordomme som var fremherskende i Oplysningstiden.
I 1816 havde han allerede redigeret sin Considérations sur l'histoire des principaux conciles depuis les apôtres jusqu'au Grand Schisme d'Occident. I 1821 færdiggjorde han dette første arbejde med et andet, i seks bind, med titlen L'Esprit de l'Église ou Considérations sur l'histoire des conciles et des papes, depuis Charlemagne jusqu'à nos jours.
Under sit ophold i Firenze havde han adgang til Ricci familiens arkiver og bibliotek – det var der han samlede materiale til et tredje værk: Vie de Scipion de Ricci, évêque de Pistoie et de Prato. Det blev udgivet i 1825 og straks oversat til tysk og engelsk. Forfatterens mål med dette arbejde var at glorificere Josefinismen, retfærdiggørelsen af de reformer, som blev gennemført i Toscana under ledelse af storhertug Leopold, bror til Josef 2..
Efter lange ophold i Tyskland, Frankrig og Italien vendte han tilbage til Bruxelles i 1824, hvor han i starten var meget tilfreds med at se den nordlige og den sydlige del af Nederlandene forenet under kong Vilhelm 1. af Nederlandene. Han skrev: "Jeg takker skæbnen for at lade mig leve under liberale politiske institutioner, som, efter principperne om mådehold og lighed, ikke lægger begrænsninger på tankefriheden". Efter hans fars død forlod han Brugge og bosatte sig i Bruxelles, men antog ikke den titel, som hans blå blod gav ham ret til. Trods det måtte han skaffe sig et job, og var på god fod med hele regeringen, eller i det mindste indenrigsministeren, Pierre Van Gobbelschroy, som var hans tidligere klassekammerat.
De Potter begyndte sin politiske karriere som redaktør af det liberale oppositionsblad le Courrier des Pays-Bas. Han benyttede sit talent som polemiker mod det katolske kleresi, aristokratiet og Vilhelm 1.'s regering. En af hans artikler, der blev offentliggjort den 8. november 1828, var et angreb på kongens ministre, og markerede at avisen nu sluttede op om tanken om belgisk selvstændighed. Justitsminister Cornelis Van Maanen forfulgte de Potter for hans modstand mod Vilhelms regering og fik ham til sidst dømt den 20. december 1828 til 18 måneders fængsel og en bøde på 1.000 hollandske gylden. Den 8. januar 1830 fjernede Vilhelm 1. alle medlemmer af generalstaterne (parlamentet)), som var modstander af hans politik. De Potter var da stadig i fængsel, og der udkastede han ideen om en national indsamling til de deputerede og tjenestemænd, som var blevet ofre for dette tiltag.
Van Maanen fortsatte med at jagte de Potter, nu for at planlægge et oprør, og blev han den 30. april 1830 idømt 8 års eksil af domstolen i Bruxelles for udgivelser forfattet i fængslet, såsom pamfletten om Forening af katolikker og liberale (de Potters sammensvorne og venner Jean-François Tielemans og Adolphe Bartels fik 7 års eksil i samme sag). Han overvejede at tilbringe sit eksil i Frankrig, men her nægtede man ham indrejse, og således endte han i Preussen indtil julirevolutionen, hvorefter han fik adgang til Frankrig. Efter den Belgiske revolution vendte han tilbage til Bruxelles og var medlem af den provisoriske regering. Her fik han til opgave at forberede de grundlæggende love for den nye stat Belgien. Den 10. november foreslog han, at Nationalkongressen skulle vælge et republikansk styre. Efter at kongressen havde udtalt sig til fordel for et monarki den 13. november 1830 trak han sig tilbage til privatlivet, og efter den foreløbige regerings afgang flyttede han til Frankrig.

## Arbejder
- L'Union des catholiques et des libéraux dans les Pays-Bas, (2nd edition, Brussels 1831)
- Histoire du christianisme (Paris 1836, 8 Bde.)
- Résumé de l'histoire du christianisme (1856, 2 Bde.)
- La Révolution belge de 1828 à 1839, souvenirs personnels (Brussels 1838-39, 2 Bde.)